# Klucanina
Klucanina (415 m n. m.) je kopec v Boskovické brázdě, tyčící se nad městem Tišnov v okrese Brno-venkov.

## Vrchol

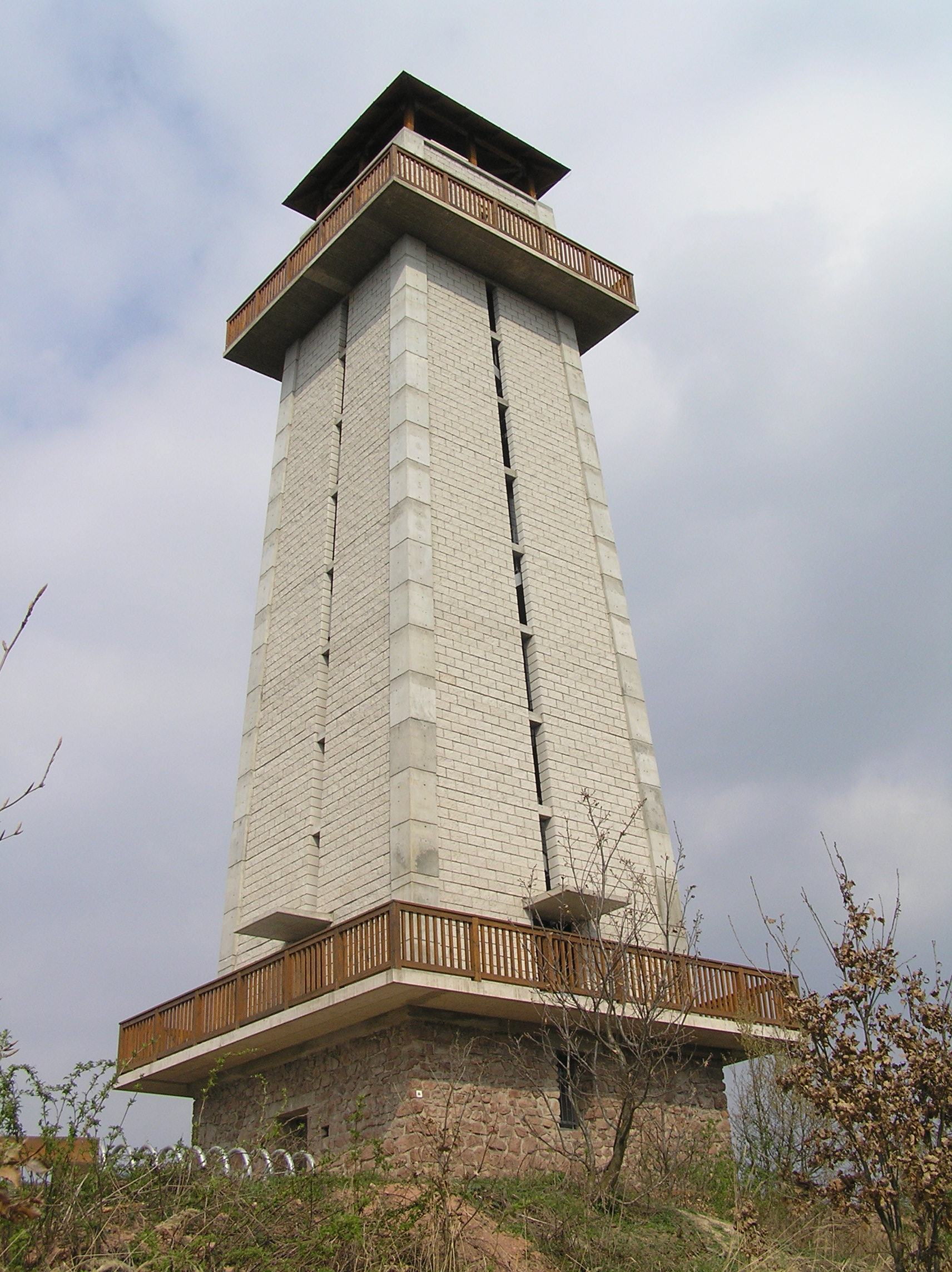
Rozhledna Tišnov

Vrchol je přístupný z Tišnova po modré nebo žluté turistické značce. Výstup měří 1,3 kilometrů, s převýšením 112 metrů. Na vrcholu stojí od roku 2003 rozhledna stejného jména.